# 바기트 알렉페로프
바기트 유수포비치 알렉페로프(러시아어: Ваги́т Юсу́фович Алекпе́ров, 아제르바이잔어: Vahid Yusif oğlu Ələkbərov 바히트 유시프 오글루 앨래크배로프, 1950년 9월 1일 ~ )는 러시아의 기업인으로 석유 회사 루코일의 사장으로 재산은 106억 달러이다.
아제르바이잔의 바쿠 출생으로 아제르바이잔 석유화학대학교를 졸업하고 1990년 소련 석유 가스 공업국 차관, 1991년에 같은 부서의 제1차관으로 지냈다.
첫 번째 차관으로 국제 석유 기업 설립에 참가하고, 3개의 기업과 같이 1991년 2월 1일 국제 석유 콘체른을 설립했는데 이것이 나중에 루코일이 되며 러시아 최대의 민간 석유 회사로 발전하게 되는 계기가 되었다.
2008년 금융 위기 때 110억 달러의 큰 손실을 봐 재산이 195억 달러에서 72억 달러로 줄어들기도 했다.